# Gewichtheffen op de Middellandse Zeespelen 1951
Gewichtheffen is een van de sporten die beoefend werden tijdens de Middellandse Zeespelen 1951 in Alexandrië, Egypte. Er waren zeven onderdelen, alle voor mannen.

## Uitslagen
| Event   | Goud                    | Goud     | Zilver                 | Zilver   | Brons           | Brons           |
| ------- | ----------------------- | -------- | ---------------------- | -------- | --------------- | --------------- |
| 56 kg   | Kamal Mahmoud Mahgoub   | 292,5 kg | Marcel Thevenet        | 260 kg   | Salim Moussa    | 247,5 kg        |
| 60 kg   | Said Khalifa Gouda      | 307,5 kg | Mohyee El Din Elhamaki | 287,5 kg | niet uitgereikt | niet uitgereikt |
| 67,5 kg | Ibrahim Hassan Shams    | 342,5 kg | Ermano Pignatti        | 307,5 kg | Bahjat Dalloul  | 300 kg          |
| 75 kg   | Khadr El Sayed El Touni | 392,5 kg | Moustafa Laham         | 362,5 kg | Georges Firmin  | 362,5 kg        |
| 82,5 kg | Jean Debuf              | 390 kg   | Awad Khalil Arabi      | 380 kg   | Mohamad Makuk   | 315 kg          |
| 90 kg   | Mohamed Ibrahim Saleh   | 395 kg   | Domenico Corrado       | 325 kg   | niet uitgereikt | niet uitgereikt |
| + 90 kg | Mohamed Ahmed Gaessa    | 407,5 kg | Luciano Zardi          | 340 kg   | niet uitgereikt | niet uitgereikt |

## Medaillespiegel
| Plaats | Land      | Goud | Zilver | Brons | Totaal |
| 1      | Egypte    | 6    | 1      | 0     | 7      |
| 2      | Frankrijk | 1    | 2      | 1     | 4      |
| 3      | Italië    | 0    | 3      | 0     | 3      |
| 4      | Libanon   | 0    | 1      | 2     | 3      |
| 5      | Syrië     | 0    | 0      | 1     | 1      |
| Totaal | Totaal    | 7    | 7      | 4     | 18     |

1951 · 1955 · 1959 · 1967 · 1971 · 1975 · 1979 · 1983 · 1987 · 1991 · 1993 · 1997 · 2001 · 2005 · 2009 · 2013 · 2018 · 2022
Atletiek · Basketbal · Boksen · Gewichtheffen · Gymnastiek · Roeien · Schermen · Schietsport · Voetbal · Worstelen · Zwemmen